# Liste der Monuments historiques in Reffroy
Die Liste der Monuments historiques in Reffroy führt die Monuments historiques in der französischen Gemeinde Reffroy auf.

## Liste der Objekte
| Bezeichnung                   | Beschreibung                               | Standort                     | Kennzeichnung | Schutzstatus | Datum | Bild |
| ----------------------------- | ------------------------------------------ | ---------------------------- | ------------- | ------------ | ----- | ---- |
| Skulptur Unterweisung Mariens | Kalkstein, farbig gefasst, 16. Jahrhundert | in der Kirche St-Rémi (Lage) | PM55001060    | Classé       | 1994  |      |